# Grutas de Lanquín Nemzeti Park
A Grutas de Lanquín Nemzeti Park (nevének jelentése: lanquíni barlangok) Guatemala egyik védett területe. A park különlegességei az itt található cseppkőbarlangok, amelyek még ma sincsenek teljesen felderítve. Nevében a Lanquín szó a maja kekcsi nyelvből származik: a lan jelentése „becsomagolt”, a kim pedig „szalmát” vagy egy perjefélét jelent.

## Leírás
A nemzeti park Guatemala középső részén, Alta Verapaz megyében, San Agustín Lanquín község területén, a községközponttól északnyugatra található a hegyek között. Az itteni barlangokat a kekcsi őslakók szent helyként tisztelik, az „ég szívének” tartják, és mélységes titkokat sejtenek bennük. Tudományos feltárásuk még ma sem fejeződött be, nem lehet tudni a barlangrendszer valódi hosszát, de vannak, akik már 3 km mélyre eljutottak benne. Ebből mintegy 400 méter hosszú rész látogatható a turisták számára, akiknek ezen a szakaszon villanyvilágítást is kiépítettek, valamint néhány nehezebben járható helyen korlátokat és lépcsőfokokat helyeztek el. A járást kissé megnehezíti a nagy mennyiségű guanó, amely az itt lakó, és éjjelente kirajzó több ezer denevértől származik. A látogatók általában ugyanazon a bejáraton hagyják el a barlangot, ahol beléptek, de vezetővel lehetőség van arra is, hogy egy másik, nehezebben elérhető kijáratot válasszanak.
Ezekben a barlangokban ered a különös kék színű vízéről ismert Lanquín folyó, de a forrás pontos helye ma is ismeretlen.
A barlang járataiban és termeiben különféle mészkőalakzatok láthatók, amelyeket az emberi fantázia mindenféle tárgyakhoz és élőlényekhez (például sashoz) hasonlít, de itt van az úgynevezett Altar de la Picota („pellengér-oltár”) is, ahol a régi maják szertartásokat tartottak.

## Képek

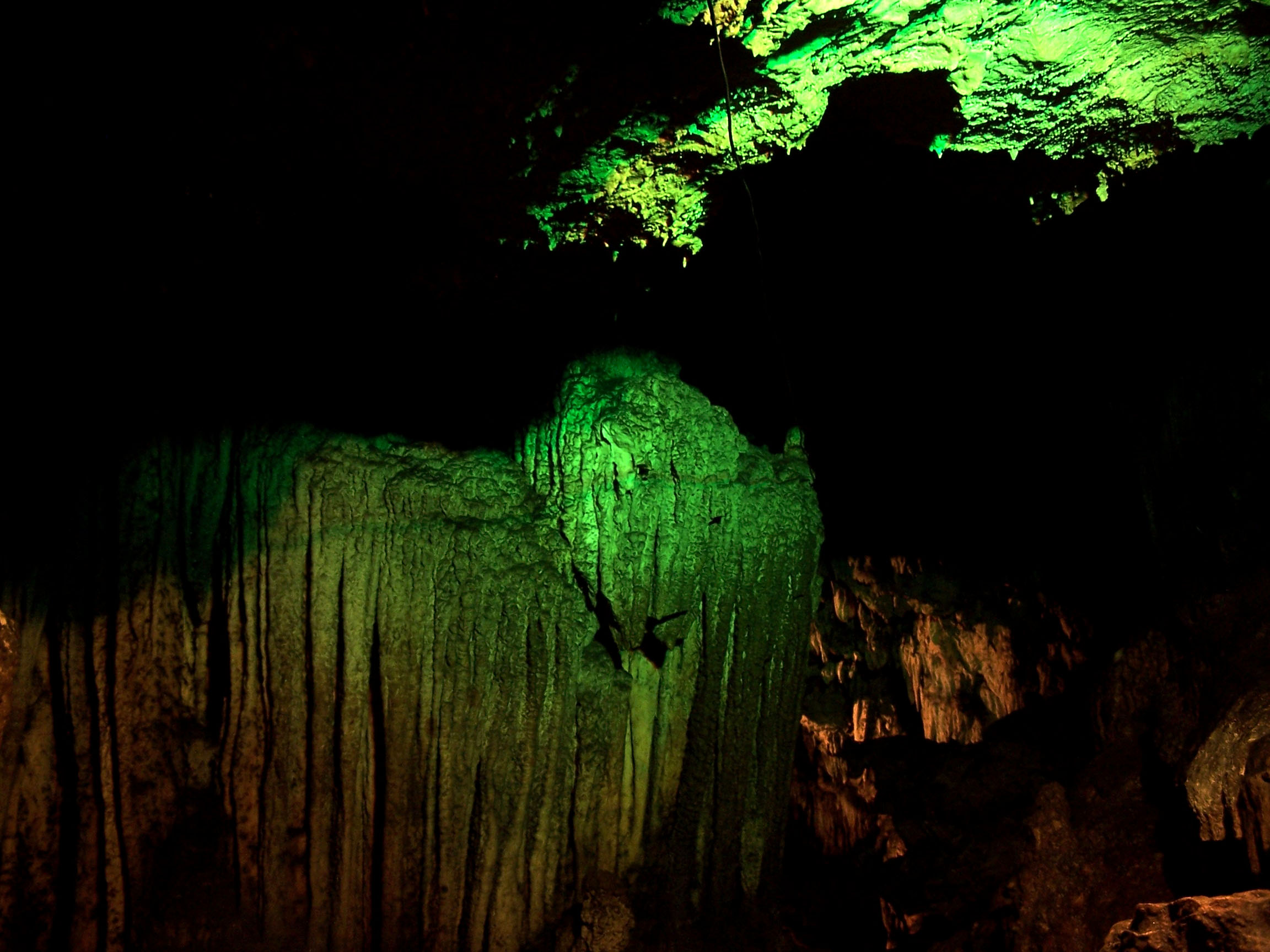
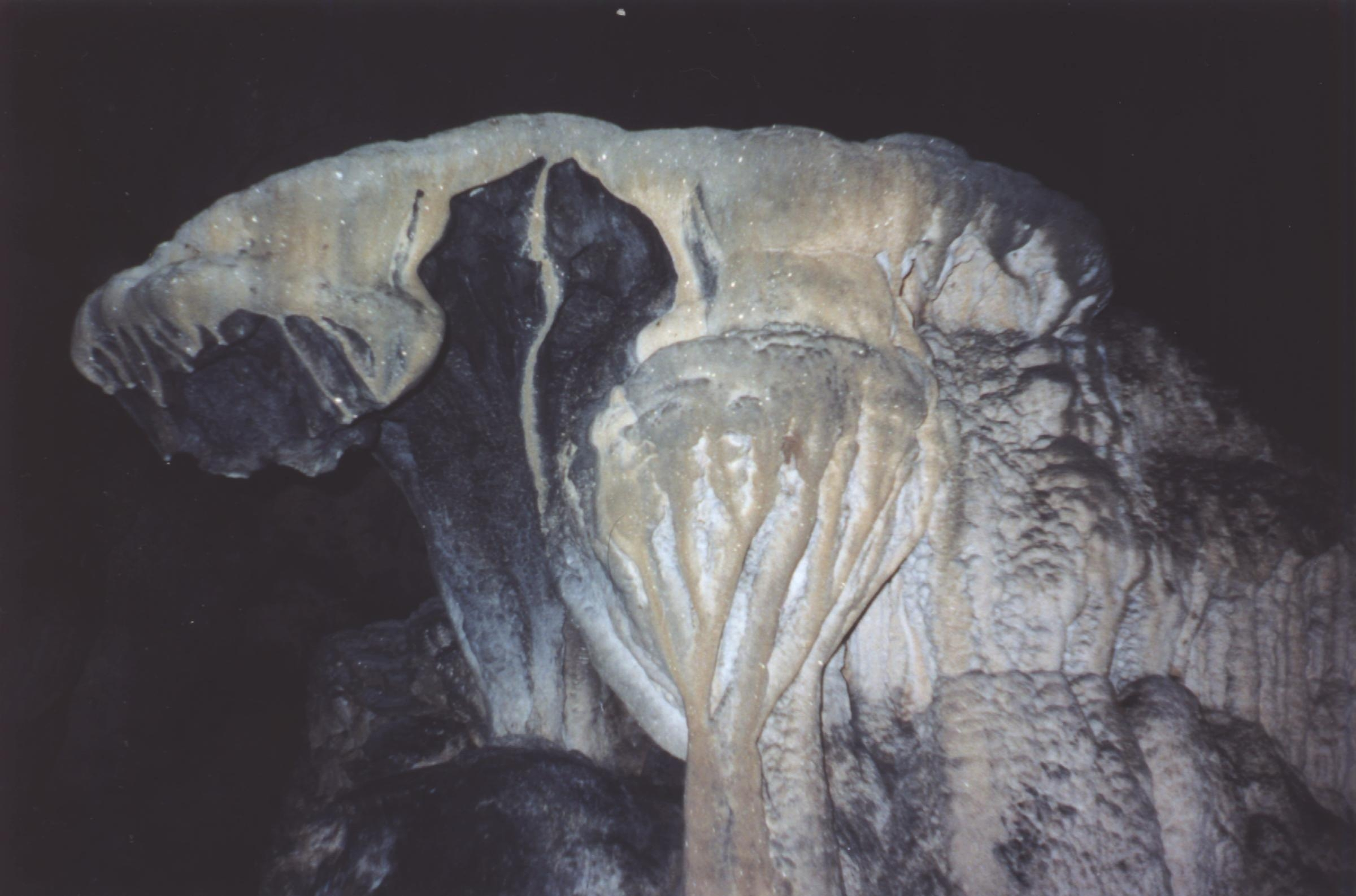
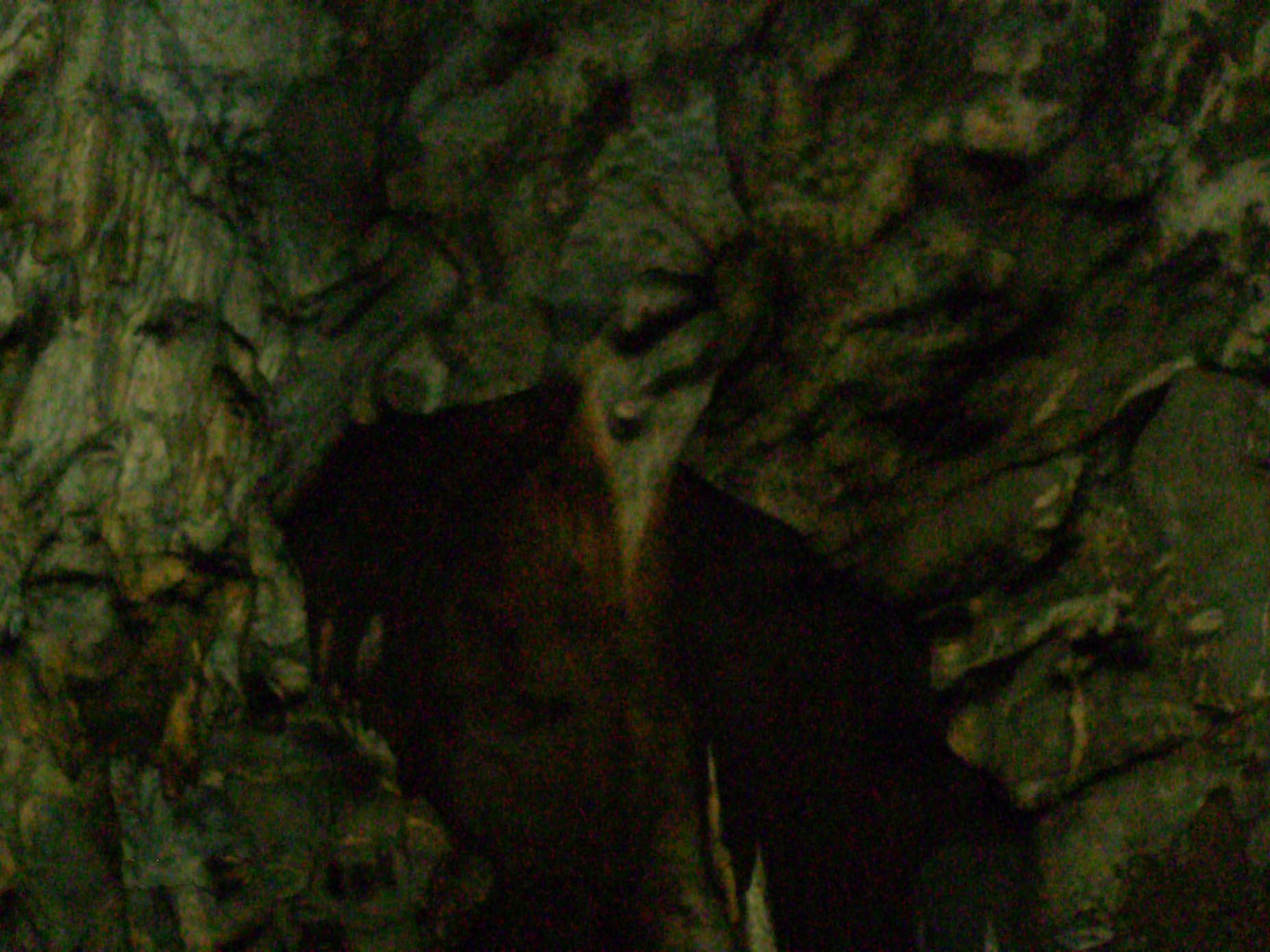